# Grande Prêmio da Austrália de Motovelocidade
O Grande Prêmio da Austrália de MotoGP é um evento motociclístico da temporada de MotoGP .

## Todos os vencedores do Grande Prêmio da Austrália na MotoGP
| Ano  | Pista          | Moto3                                   | Moto3                                   | Moto2                                   | Moto2                                   | MotoGP                                  | MotoGP                                  | Detalhes                                |
| Ano  | Pista          | Piloto                                  | Moto                                    | Piloto                                  | Moto                                    | Piloto                                  | Moto                                    | Detalhes                                |
| ---- | -------------- | --------------------------------------- | --------------------------------------- | --------------------------------------- | --------------------------------------- | --------------------------------------- | --------------------------------------- | --------------------------------------- |
| 2024 | Phillip Island | David Alonso                            | CFMoto                                  | Fermín Aldeguer                         | Boscoscuro                              | Marc Márquez                            | Ducati                                  |                                         |
| 2023 | Phillip Island | Deniz Öncü                              | KTM                                     | Tony Arbolino                           | Kalex                                   | Johann Zarco                            | Ducati                                  |                                         |
| 2022 | Phillip Island | Izan Guevara                            | Gas Gas                                 | Alonso López                            | Boscoscuro                              | Álex Rins                               | Suzuki                                  |                                         |
| 2021 | Phillip Island | Cancelado devido à Pandemia de COVID-19 | Cancelado devido à Pandemia de COVID-19 | Cancelado devido à Pandemia de COVID-19 | Cancelado devido à Pandemia de COVID-19 | Cancelado devido à Pandemia de COVID-19 | Cancelado devido à Pandemia de COVID-19 | Cancelado devido à Pandemia de COVID-19 |
| 2020 | Phillip Island | Cancelado devido à Pandemia de COVID-19 | Cancelado devido à Pandemia de COVID-19 | Cancelado devido à Pandemia de COVID-19 | Cancelado devido à Pandemia de COVID-19 | Cancelado devido à Pandemia de COVID-19 | Cancelado devido à Pandemia de COVID-19 | Cancelado devido à Pandemia de COVID-19 |
| 2019 | Phillip Island | Lorenzo Dalla Porta                     | Honda                                   | Brad Binder                             | KTM                                     | Marc Márquez                            | Honda                                   | Detalhes                                |
| 2018 | Phillip Island | Albert Arenas                           | KTM                                     | Brad Binder                             | KTM                                     | Maverick Viñales                        | Yamaha                                  | Detalhes                                |
| 2017 | Phillip Island | Joan Mir                                | Honda                                   | Miguel Oliveira                         | KTM                                     | Marc Márquez                            | Honda                                   | Detalhes                                |
| 2016 | Phillip Island | Brad Binder                             | KTM                                     | Thomas Lüthi                            | Kalex                                   | Cal Crutchlow                           | Honda                                   | Detalhes                                |
| 2015 | Phillip Island | Miguel Oliveira                         | KTM                                     | Álex Rins                               | Kalex                                   | Marc Márquez                            | Honda                                   | Detalhes                                |
| 2014 | Phillip Island | Jack Miller                             | KTM                                     | Maverick Viñales                        | Kalex                                   | Valentino Rossi                         | Yamaha                                  | Detalhes                                |
| 2013 | Phillip Island | Álex Rins                               | KTM                                     | Pol Espargaró                           | Kalex                                   | Jorge Lorenzo                           | Yamaha                                  | Detalhes                                |
| 2012 | Phillip Island | Sandro Cortese                          | KTM                                     | Pol Espargaró                           | Kalex                                   | Casey Stoner                            | Honda                                   | Detalhes                                |
| Ano  | Pista          | 125 cc                                  | 125 cc                                  | Moto2                                   | Moto2                                   | MotoGP                                  | MotoGP                                  | Detalhes                                |
| Ano  | Pista          | Piloto                                  | Moto                                    | Piloto                                  | Moto                                    | Piloto                                  | Moto                                    | Detalhes                                |
| 2011 | Phillip Island | Sandro Cortese                          | Aprilia                                 | Alex de Angelis                         | Motobi                                  | Casey Stoner                            | Honda                                   | Detalhes                                |
| 2010 | Phillip Island | Marc Márquez                            | Derbi                                   | Alex de Angelis                         | Motobi                                  | Casey Stoner                            | Ducati                                  | Detalhes                                |
| Ano  | Pista          | 125 cc                                  | 125 cc                                  | 250 cc                                  | 250 cc                                  | MotoGP                                  | MotoGP                                  | Detalhes                                |
| Ano  | Pista          | Piloto                                  | Moto                                    | Piloto                                  | Moto                                    | Piloto                                  | Moto                                    | Detalhes                                |
| 2009 | Phillip Island | Julián Simón                            | Aprilia                                 | Marco Simoncelli                        | Gilera                                  | Casey Stoner                            | Ducati                                  | Detalhes                                |
| 2008 | Phillip Island | Mike di Meglio                          | Derbi                                   | Marco Simoncelli                        | Gilera                                  | Casey Stoner                            | Ducati                                  | Detalhes                                |
| 2007 | Phillip Island | Lukáš Pešek                             | Derbi                                   | Jorge Lorenzo                           | Aprilia                                 | Casey Stoner                            | Ducati                                  | Detalhes                                |
| 2006 | Phillip Island | Álvaro Bautista                         | Aprilia                                 | Jorge Lorenzo                           | Aprilia                                 | Marco Melandri                          | Honda                                   | Detalhes                                |
| 2005 | Phillip Island | Thomas Lüthi                            | Honda                                   | Daniel Pedrosa                          | Honda                                   | Valentino Rossi                         | Yamaha                                  | Detalhes                                |
| 2004 | Phillip Island | Andrea Dovizioso                        | Honda                                   | Sebastián Porto                         | Aprilia                                 | Valentino Rossi                         | Yamaha                                  | Detalhes                                |
| 2003 | Phillip Island | Andrea Ballerini                        | Honda                                   | Roberto Rolfo                           | Honda                                   | Valentino Rossi                         | Honda                                   | Detalhes                                |
| 2002 | Phillip Island | Manuel Poggiali                         | Gilera                                  | Marco Melandri                          | Aprilia                                 | Valentino Rossi                         | Honda                                   | Detalhes                                |
| Ano  | Pista          | 125 cc                                  | 125 cc                                  | 250 cc                                  | 250 cc                                  | 500 cc                                  | 500 cc                                  | Detalhes                                |
| Ano  | Pista          | Piloto                                  | Moto                                    | Piloto                                  | Moto                                    | Piloto                                  | Moto                                    | Detalhes                                |
| 2001 | Phillip Island | Youichi Ui                              | Derbi                                   | Daijiro Kato                            | Honda                                   | Valentino Rossi                         | Honda                                   | Detalhes                                |
| 2000 | Phillip Island | Masao Azuma                             | Honda                                   | Olivier Jacque                          | Yamaha                                  | Max Biaggi                              | Yamaha                                  | Detalhes                                |
| 1999 | Phillip Island | Marco Melandri                          | Honda                                   | Valentino Rossi                         | Aprilia                                 | Tadayuki Okada                          | Honda                                   | Detalhes                                |
| 1998 | Phillip Island | Masao Azuma                             | Honda                                   | Valentino Rossi                         | Aprilia                                 | Mick Doohan                             | Honda                                   | Detalhes                                |
| 1997 | Phillip Island | Noboru Ueda                             | Honda                                   | Ralf Waldmann                           | Honda                                   | Àlex Crivillé                           | Honda                                   | Detalhes                                |
| 1996 | Eastern Creek  | Garry McCoy                             | Aprilia                                 | Max Biaggi                              | Aprilia                                 | Loris Capirossi                         | Yamaha                                  | Detalhes                                |
| 1995 | Eastern Creek  | Haruchika Aoki                          | Honda                                   | Ralf Waldmann                           | Honda                                   | Mick Doohan                             | Honda                                   | Detalhes                                |
| 1994 | Eastern Creek  | Kazuto Sakata                           | Aprilia                                 | Max Biaggi                              | Aprilia                                 | John Kocinski                           | Cagiva                                  | Detalhes                                |
| 1993 | Eastern Creek  | Dirk Raudies                            | Honda                                   | Tetsuya Harada                          | Yamaha                                  | Kevin Schwantz                          | Suzuki                                  | Detalhes                                |
| 1992 | Eastern Creek  | Ralf Waldmann                           | Honda                                   | Luca Cadalora                           | Honda                                   | Mick Doohan                             | Honda                                   | Detalhes                                |
| 1991 | Eastern Creek  | Loris Capirossi                         | Honda                                   | Luca Cadalora                           | Honda                                   | Wayne Rainey                            | Yamaha                                  | Detalhes                                |
| 1990 | Phillip Island | Loris Capirossi                         | Honda                                   | John Kocinski                           | Yamaha                                  | Wayne Gardner                           | Honda                                   | Detalhes                                |
| 1989 | Phillip Island | Àlex Crivillé                           | JJ Cobas                                | Sito Pons                               | Honda                                   | Wayne Gardner                           | Honda                                   | Detalhes                                |

| Ano  | Pista    | Piloto           | Moto                    |
| ---- | -------- | ---------------- | ----------------------- |
| 1988 | Bathurst | Michael Doohan   | Yamaha FZR750           |
| 1987 | Winton   | Kevin Magee      | Yamaha FZR750           |
| 1986 | Bathurst | Malcolm Campbell | Honda NR750             |
| 1983 | Bathurst | Andrew Johnson   | Honda RS500             |
| 1978 | Bathurst | Hideo Kanaya     | Yamaha 750              |
| 1976 | Sandown  | Warren Willing   | Yamaha 750              |
| 1968 | Bathurst | Ron Toombs       | Henderson Matchless G50 |
| 1967 | Bathurst | Ron Toombs       | Henderson Matchless G50 |
| 1966 | Bathurst | Ron Toombs       | Henderson Matchless G50 |
| 1957 | Bandiana | Jack Forrest     | BMW                     |
| 1952 | Bathurst | Harry Hinton     |                         |
| 1946 | Bathurst | Ron Kessing      | Velocette 495           |
| 1940 | Bathurst | Bat Byrnes       | Norton                  |
| 1937 | Vale     | Stuart Williams  | Velocette 495           |
| 1933 | Vale     | George Hannaford | Rudge                   |
| 1924 | Goulburn | Dave Brewster    | Indian Chief            |
| 1915 | Yetholme | James Mellor     | Matchless               |
| 1914 | Yetholme | Edgar Meller     | 2 3/4 TT Douglas        |

### Pilotos com mais vitórias
| Nº Vit | Piloto           | Vitórias  | Vitórias                           |
| Nº Vit | Piloto           | Categoria | Anos Vitórias                      |
| ------ | ---------------- | --------- | ---------------------------------- |
| 8      | Valentino Rossi  | MotoGP    | 2002, 2003, 2004, 2005, 2014       |
| 8      | Valentino Rossi  | 500cc     | 2001                               |
| 8      | Valentino Rossi  | 250cc     | 1998, 1999                         |
| 6      | Casey Stoner     | MotoGP    | 2007, 2008, 2009, 2010, 2011, 2012 |
| 5      | Marc Márquez     | MotoGP    | 2015, 2017, 2019, 2024             |
| 5      | Marc Márquez     | 125cc     | 2010                               |
| 3      | Loris Capirossi  | 500cc     | 1996                               |
| 3      | Loris Capirossi  | 125cc     | 1990, 1991                         |
| 3      | Ralf Waldmann    | 250cc     | 1995, 1997                         |
| 3      | Ralf Waldmann    | 125cc     | 1992                               |
| 3      | Mick Doohan      | 500cc     | 1992, 1995, 1998                   |
| 3      | Max Biaggi       | 500cc     | 2000                               |
| 3      | Max Biaggi       | 250cc     | 1994, 1996                         |
| 3      | Marco Melandri   | MotoGP    | 2006                               |
| 3      | Marco Melandri   | 250cc     | 2002                               |
| 3      | Marco Melandri   | 125cc     | 1999                               |
| 3      | Jorge Lorenzo    | MotoGP    | 2013                               |
| 3      | Jorge Lorenzo    | 250cc     | 2006, 2007                         |
| 3      | Brad Binder      | Moto2     | 2018, 2019                         |
| 3      | Brad Binder      | Moto3     | 2016                               |
| 3      | Álex Rins        | MotoGP    | 2022                               |
| 3      | Álex Rins        | Moto2     | 2015                               |
| 3      | Álex Rins        | Moto3     | 2013                               |
| 2      | Wayne Gardner    | 500cc     | 1989, 1990                         |
| 2      | Luca Cadalora    | 250cc     | 1991, 1992                         |
| 2      | John Kocinski    | 500cc     | 1994                               |
| 2      | John Kocinski    | 250cc     | 1990                               |
| 2      | Àlex Crivillé    | 500cc     | 1997                               |
| 2      | Àlex Crivillé    | 125cc     | 1989                               |
| 2      | Masao Azuma      | 125cc     | 1998, 2000                         |
| 2      | Marco Simoncelli | 250cc     | 2008, 2009                         |
| 2      | Alex De Angelis  | Moto2     | 2010, 2011                         |
| 2      | Sandro Cortese   | Moto3     | 2012                               |
| 2      | Sandro Cortese   | 125cc     | 2011                               |
| 2      | Pol Espargaró    | Moto2     | 2012, 2013                         |
| 2      | Thomas Lüthi     | Moto2     | 2016                               |
| 2      | Thomas Lüthi     | 125cc     | 2005                               |
| 2      | Miguel Oliveira  | Moto2     | 2017                               |
| 2      | Miguel Oliveira  | Moto3     | 2015                               |
| 2      | Maverick Viñales | MotoGP    | 2018                               |
| 2      | Maverick Viñales | Moto2     | 2014                               |

### Construtores com mais vitórias
| # Vit | Construtor | Vitórias  | Vitórias                                                               |
| # Vit | Construtor | Categoria | Anos vitórias                                                          |
| ----- | ---------- | --------- | ---------------------------------------------------------------------- |
| 39    | Honda      | MotoGP    | 2002, 2003, 2006, 2011, 2012, 2015, 2016, 2017, 2019                   |
| 39    | Honda      | 500cc     | 1989, 1990, 1992, 1995, 1997, 1998, 1999, 2001                         |
| 39    | Honda      | 250cc     | 1989, 1991, 1992, 1995, 1997, 2001, 2003, 2005                         |
| 39    | Honda      | Moto3     | 2017, 2019                                                             |
| 39    | Honda      | 125cc     | 1990, 1991, 1992, 1993, 1995, 1997, 1998, 1999, 2000, 2003, 2004, 2005 |
| 13    | Aprilia    | 250cc     | 1994, 1996, 1998, 1999, 2002, 2004, 2006, 2007                         |
| 13    | Aprilia    | 125cc     | 1996, 1994, 2006, 2009, 2011                                           |
| 11    | Yamaha     | MotoGP    | 2004, 2005, 2013, 2014, 2018                                           |
| 11    | Yamaha     | 500cc     | 1991, 1996, 2000                                                       |
| 11    | Yamaha     | 250cc     | 1990, 1993, 2000                                                       |
| 10    | KTM        | Moto2     | 2017, 2018, 2019                                                       |
| 10    | KTM        | Moto3     | 2012, 2013, 2014, 2015, 2016, 2018, 2023                               |
| 6     | Kalex      | Moto2     | 2012, 2013, 2014, 2015, 2016, 2023                                     |
| 6     | Ducati     | MotoGP    | 2007, 2008, 2009, 2010, 2023, 2024                                     |
| 4     | Derbi      | 125cc     | 2001, 2007, 2008, 2010                                                 |
| 3     | Gilera     | 250cc     | 2008, 2009                                                             |
| 3     | Gilera     | 125cc     | 2002                                                                   |
| 2     | Motobi     | Moto2     | 2010, 2011                                                             |
| 2     | Suzuki     | MotoGP    | 2022                                                                   |
| 2     | Suzuki     | 500cc     | 1993                                                                   |
| 2     | Boscoburo  | Moto2     | 2022, 2024                                                             |